# 구름은 흘러도
"구름은 흘러도"(Even the clouds are drifting)는 한국에서 제작된 유현목 감독의 1959년 드라마, 가족 영화이다. 김영옥 등이 주연으로 출연하였고 유희대 등이 제작에 참여하였다. 제10회 베를린 국제영화제에 출품되었다.

## 출연

### 주연
- 김영옥
- 박성대
- 엄앵란
- 박광수

## 기타
- 조명: 고해진
- 녹음: 조종국
- 미술: 박석인